# Virus (film italian din 1980)
Virus - l'inferno dei morti viventi este un film de groază italian din 1980 regizat de Bruno Mattei (menționat ca Vincent Dawn).
Filmul este cunoscut ca Virus (care este titlul original în italiană), dar și ca Night of the Zombies sau Zombie Creeping Flesh în țările anglofone sau ca Zombie 2 și Noaptea zombiilor.

## Actori
- Margit Evelyn Newton este Lia Rousseau
- Franco Garofalo este Zantoro
- Selan Karay este Vincent
- José Gras este Lt. Mike London
- Gabriel Renom (Gaby Renom) este Max
- Josep Lluís Fonoll este Osborne
- Piero Fumelli este Coroner On TV
- Bruno Boni
- Patrizia Costa este Josie
- Cesare Di Vito este Newscaster
- Sergio Pislar
- Bernard Seray este Technician Fowler
- Pep Ballenster este Josie's Husband
- Victor Israel este Zombie Priest
- Joaquin Blanco este Professor Barrett
- Esther Mesina este Woman In Bar
- Genarrino Papagalli este TV executive
- Antonio Molino Rojo este SWAT leader
- Tito Lucchetti este terrorist leader

## Vezi și
- Virus, (Fukkatsu no hi) film japonez din 1980